# Bill Chase
Bill Chase (20. října 1934 Boston, Massachusetts – 9. srpna 1974 Jackson, Minnesota) byl americký jazzový trumpetista. V roce 1959 vystupoval s kapelou Stana Kentona a během šedesátých let hrál s Woody Hermanem. Počátkem sedmdesátých let založil skupinu Chase hrající jazz rock. Své první eponymní album skupina vydala v roce 1971, druhé nazvané Ennea následovalo v následujícím roce a třetí Pure Music pak v obměněné sestavě v roce 1974. Zemřel při pádu letadla ve svých devětatřiceti letech.

## Diskografie
- 1971: Chase
- 1972: Ennea
- 1974: Pure Music